# One Night Stand (1997)
One Night Stand (no Brasil, Por uma Noite Apenas) é um filme estadunidense realizado no ano de 1997. Dirigido pelo cineasta Mike Figgis, conta com os atores Wesley Snipes e Nastassja Kinski em seus respectivos papéis principais.

## Enredo
Max Carlyle (Wesley Snipes) é um diretor comercial que mora na Califórnia e é casado com Mimi (Ming-Na). Ele tem um amigo chamado Charlie (Robert Downey, Jr.), que é homossexual. Em Nova Iorque Max conhece Karen (Nastassja Kinski) e após perder seu voo de volta para casa, aceita o convite de Karen para dormir na casa dela. Ambos dão início a um relacionamento amoroso, mas Max resolve voltar para casa. Um ano mais tarde, Max reencontra Charlie, que está com a saúde cada vez mais debilidada pela Aids. Charlie tem um irmão, Vernon (Kyle MacLachlan) que, para a surpresa de Max, é casado com Karen.

## Elenco
- Wesley Snipes como Max Carlyle
- Nastassja Kinski como Karen
- Kyle MacLachlan como Vernon
- Ming-Na como Mimi Carlyle
- Robert Downey, Jr. como Charlie